# Protestáns Theológiai Könyvtár
A Protestáns Theológiai Könyvtár egy 19. század végi teológiai könyvsorozat volt.

## Története
A sorozat egyike volt a 19. századi nagy könyvkiadói tevékenység kapcsán megindult könyvsorozatoknak. Előzménye a hasonló névvel 1857-ben megindított sorozat volt, azonban ennek ismereteink szerint mindössze 2 kötete jelent meg (A theologiai tudományok encyclopaediája és methodologiája. Hagenbach után, illetve Osterlamm Károly: Szent Történelem Tankönyve).
Az 1874-ben indult meg a Protestáns Theológiai Könyvtár új sorozata. A kiadást a Magyarországi Protestansegylet, a szerkesztést Kovács Albert, a Budapesti Református Teológiai Akadémia tanára végezte. A sorozatnak 17 kötete látott napvilágot 1882-ig. (Némely forrás szerint a sorozat 1898-ig jelent meg 18 kötetben, ezek szerint 1898-ban még egy utolsó, 18. kötet is megjelent.) Egyes kötetek a sorozatszám mellett egy másik sorozatszámot is kaptak a kiadó kiadványai alapján.
A 300-400 oldalas kötetek a korabeli protestáns tudományosság eredményeit mutatták be magyar vagy külföldi (fordított) munkákban, legyen szó egyháztörténelemről, erkölcstudományról, kortárs teológiai irányzatokról. A sorozat kötetei ma már ritkaságnak számítanak, antikváriusi forgalomban fordulnak elő, fakszimile kiadásuk nincs.

## Részei
- I. Szeremlei Sámuel: Vallás-erkölcsi és társadalmi élet 1848 óta Magyarországon, 1874
- II–III. Hase Károly: A protestans polemika kézikönyve I–II., 1874–1875 (ford. Hegedüs János)
- IV. Baur Ferdinánd Christián: Az őskeresztyénség történelme, 1874 (ford. Dósa Dénes, Jeskó Lajos)
- V. Lang Henrik – Nagy Gusztáv – Dreyer Ottó – Ullmann C. – Hetzel H. – Zittel Emil: Theológiai értekezések, 1875 (ford. többen)[5]
- VI. Kovács Ödön: A vallásbölcsészet kézikönyve. I. A vallás, mint tünemény, vagy a vallások története, 1876 (revideálták Dobos János, és Fejes István)[6]
- VII. n. a.
- VIII. Kovács Ödön: A vallásbölcsészet kézikönyve II. A vallás lényege, vagy a vallás és a vallásos eszmék bölcsészeti felfogásának története, 1877 [6]
- IX. Liszkay József – Szeberényi Gusztáv – Győry Vilmos – Makkai Domokos – Bartók György: Nagy papok életrajza, 1877
- X. Kovács Albert: Egyházjogtan I–II. Különös tekintettel a magyar protestans egyház jogi viszonyaira, 1878
- XI. Baur Ferdinánd Christián: A keresztyén egyház a IV. V. VI. századokban, 1879 (ford. Kereszturi Sándor)
- XII. Tájékozás az újabb theologia körében, 1880 (a hittudományi részt Keresztes József, a hittani részt Kovács Ödön, az erkölcstani részt Bartók György írta)
- XIII. Szilágyi Sándor – Szabó Károly – Karsay Sándor – Jakab Elek – Szeremlei Sámuel: Magyar protestans egyháztörténelmi monographiák, 1880
- XIV. Zsilinszky Mihály: A magyar országgyűlések vallásügyi tárgyalásai a reformátiótól kezdve. I. A reformatiotól a bécsi békéig 1523–1608, 1880 (a műnek később még 3 kötete jelent meg, sorozaton kívül 1891 után)[7]
- XV. A XVI. században tartott magyar református zsinatok végzései, 1881 (összeszedte, fordította, és jegyzetekkel ellátta Kiss Áron)
- XVI. Baur Ferdinánd Christián: A középkori keresztyén egyház, 1882 (ford. Kovács Ödön)
- XVII. Haan Lajos: A magyarországi ágostai hitvallásu evangelikusok egyetemes gyűlései és az egyetemes világi felügyelői hivatal, 1882